# Indiara
Indiara é um município brasileiro do interior do estado de Goiás. Localiza-se na Mesorregião do Sul Goiano e na Microrregião do Vale do Rio dos Bois. Sua população, conforme estimativas do IBGE de 2021, era de 15 962 habitantes, sendo o 3° município mais populoso da Microrregião do Vale do Rio dos Bois.

## História
Indiara recebeu status de município pela lei estadual nº 9183 de 14 de maio de 1982, com território desmembrado dos municípios Edéia, Jandaia e Palmeiras de Goiás.

## Geografia
A vegetação predominante da região é o cerrado que entende-se um tipo de cobertura vegetal caracterizado por árvores baixas, tortuosas, de casca grossa, folhas largas, além de gramíneas e outros tipos de vegetação rasteira. Essa região é um espaço vasto e relativamente heterogêneo, no qual se encontram grande quantidade de ecossistemas estáveis e resistentes, manchas de florestas e solos férteis, variados tipos de solos, clima, relevo e altitude, como também de sistemas extremamente sensíveis à ação antrópica.
O clima apresenta precipitações superiores a 1.600 mm anuais. O período chuvoso situa-se entre setembro e março e o período seco, com déficit hídrico, de abril a agosto. A temperatura média atinge 24 °C, sendo a máxima 34 °C e a mínima 15 °C.
A região é formada por planaltos com declividade de 9%, adquirindo-se assim, uma peculiaridade para a produção de grãos. Em algumas áreas há vales que são oriundos de serras e de rios. Rios e córregos Principais: Capivari, Turvo, Galheiro, Lambari, Dantas.

## Educação
A Cidade de Indiara conta atualmente com 10 escolas, sendo 6 escolas municipais, 2 escolas estaduais e 2 particulares.

## Bairros
Oficialmente, os bairros de Indiara são os seguintes: Alto da Primavera I e II, Carlândia I e II, Petrolino Vinhal, Setor São Simão I e II, Setor Martins, Setor Vila Indiara, Vale do Sol I e II, Novo Tempo, Residencial Fortaleza, Setor Central, Setor Nova Indiara, Setor Rodrigues, Vila Denusa, Setor Camargo, Setor Bela Vista I e II, Loteamento Residencial Militar, Residencial Alphaville, Residencial JB e Setor Jardins Primavera.

## Municípios limítrofes
Indiara limita-se com os seguintes municípios: Palmeiras de Goiás a norte, Edéia a sul, Jandaia e Paraúna a oeste, Varjão a leste, Palminópolis a noroeste, Edealina e Pontalina a sudeste, Cezarina a nordeste e Acreúna a sudoeste.

## Economia
A economia do município baseia-se na agricultura (produção de grãos: soja, milho e algodão e outros) sendo a empresa responsável pelo armazenamento e colheita desses grãos COMIGO, uma das maiores cooperativas mistas agrícolas do estado. Além disso o município destaca-se na extração e produção de Calcário, atuando nessa área, cerca de 4 empresas de mineração, a maioria da produção é exportada para Região Sudeste, especificamente o estado de São Paulo.
| Indicador        | 2014   | 2015   | 2016   | 2017    | 2018   | 2019   | 2020   | Unidade   |
| Abacaxi          |        |        |        | 330     | 342    | 530    | 369    | frutos    |
| Algodão - Caroço | 540    | 540    | 410    |         |        |        | 918    | toneladas |
| Arroz Com casca  | 100    | 140    |        |         |        |        |        | toneladas |
| Cana-de-açúcar   | 760000 | 840000 | 880000 | 1131518 | 880000 | 960000 | 880000 | toneladas |
| Feijão Grão      |        |        |        | 530     | 1429   | 948    | 830    | toneladas |
| Girassol - Grão  | 225    |        |        |         |        |        |        | toneladas |
| Mandioca         | 750    | 750    | 450    | 750     | 646    | 495    | 300    | toneladas |
| Milho            | 4480   | 4550   | 4000   | 5100    | 5720   | 32411  | 20825  | toneladas |
| Soja Grão        | 31200  | 30000  | 28500  | 4430    | 3770   | 44800  | 43995  | toneladas |
| Sorgo            | 500    | 1250   | 400    | 950     | 2040   | 5825   | 5000   | toneladas |

## Religião
A religião predominante no município é a Católica onde possui três (3) igrejas na cidade e uma no distrito de Carlândia, temos igrejas evangélicas, tais como, Assembleia de Deus, Congregação Cristã do Brasil, Igreja Presbiteriana Renovada, Universal do Reino de Deus, Deus é Amor, Ouvir e crer, Ministério Comunidade Aliança (MCA) e outras.

## Galeria

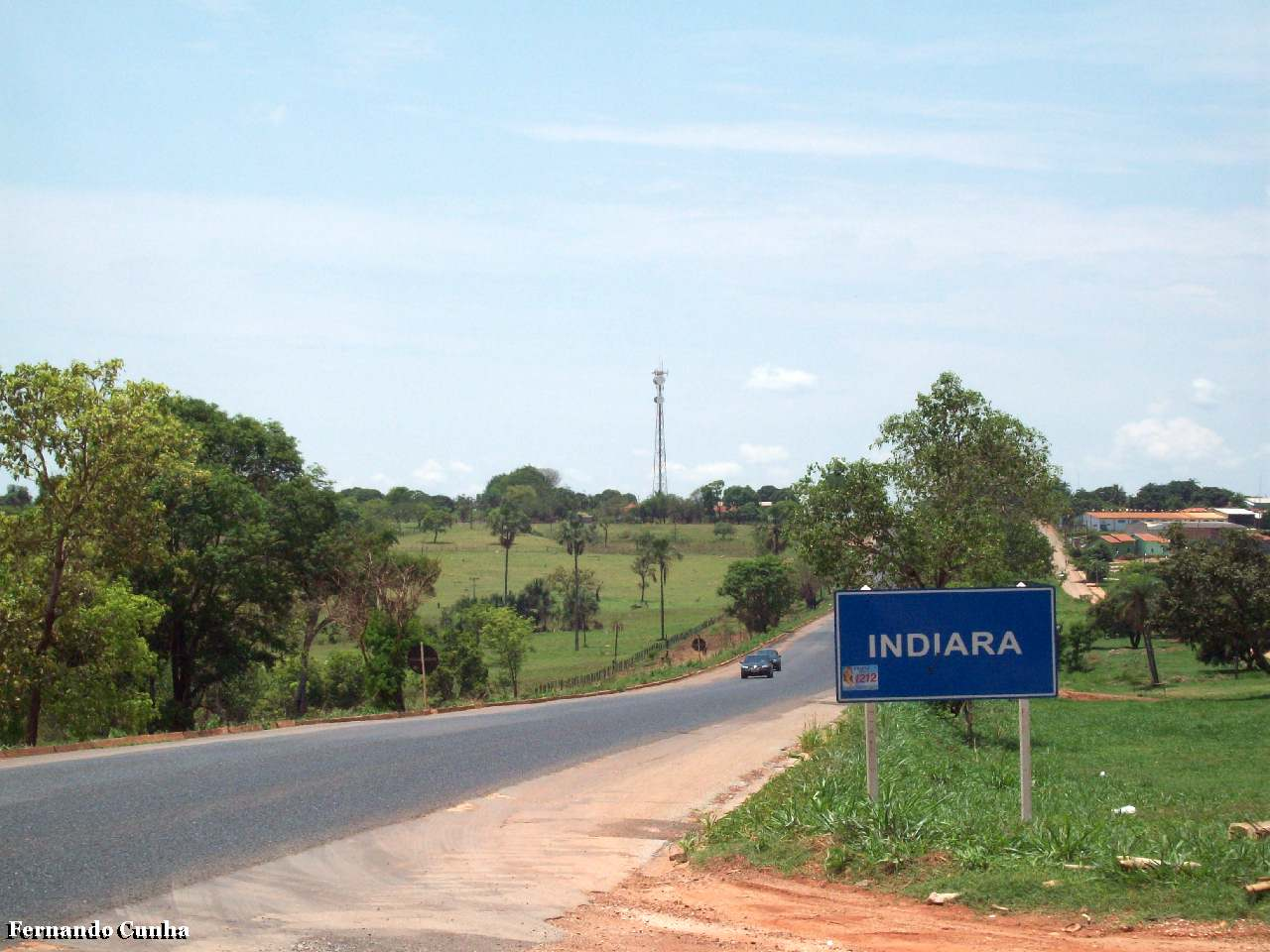
BR 060. Indiara-Goiás.
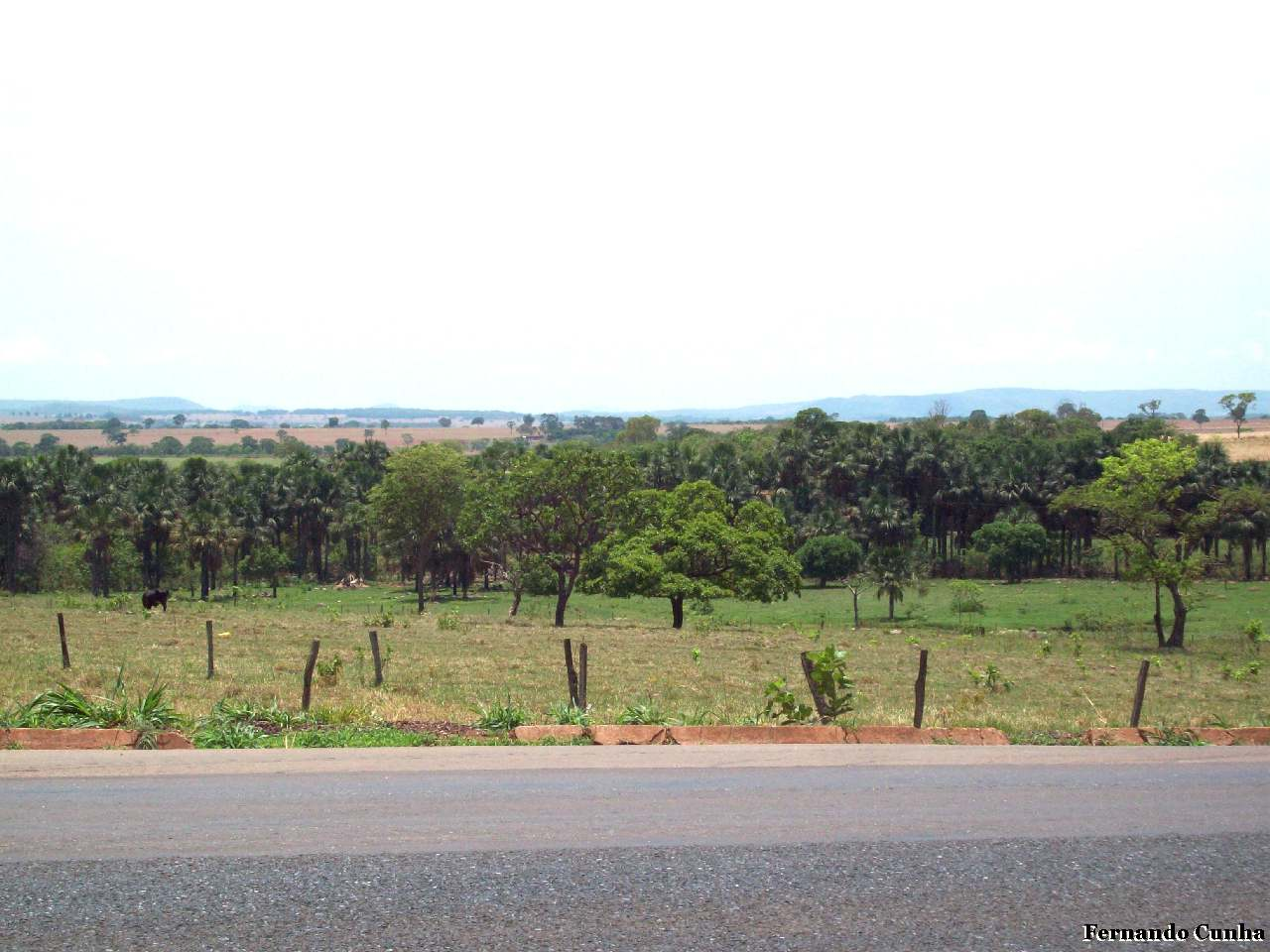
Vegetação típica do cerrado nos arredores de Indiara-GO.
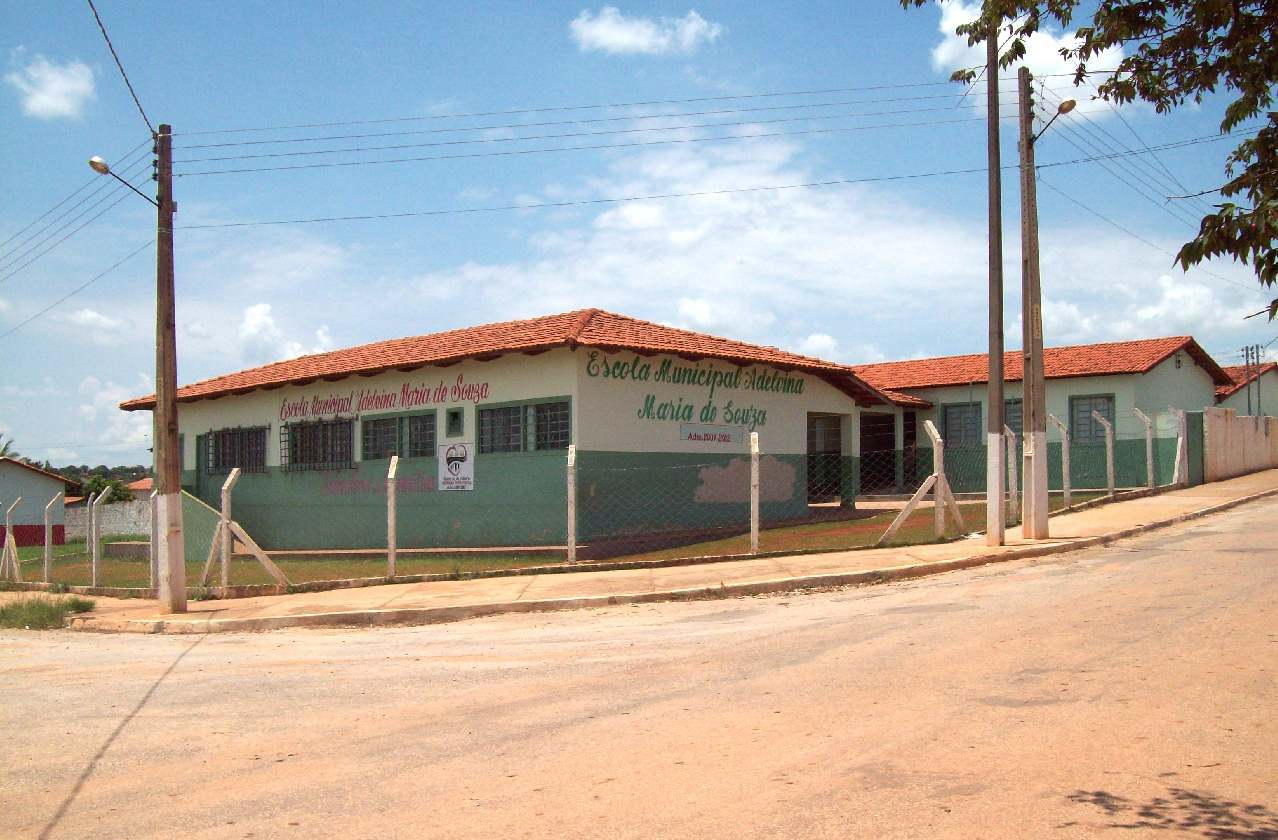
Escola Municipal Adelvina Maria de Souza.